# 더 마스 볼타

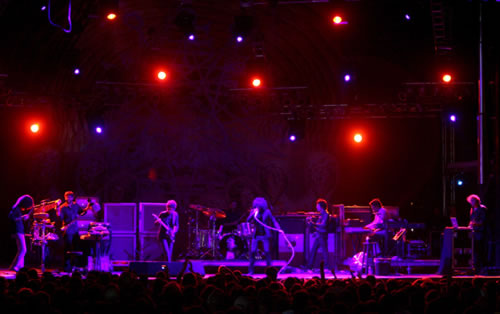
베구스 페스티벌(Vegoose Festival)의 더 마스 볼타 무대

더 마스 볼타(영어: The Mars Volta)는 2001년 결성된 텍사스주 엘패소 출신의 미국의 프로그레시브 록 밴드이다.
2009년, 이 밴드는 Wax Simulacra라는 곡을 통해 베스트 하드 록(Best Hard Rock) 공연 부문에서 그래미상을 받았다. 2008년, 롤링 스톤지에 의해 베스트 프로그록 밴드라는 별칭을 얻었다.

## 밴드 멤버
타임라인